# Undecyleenzuur
Undecyleenzuur of 10-undeceenzuur is een onverzadigd onvertakt vetzuur met elf koolstofatomen.

## Synthese
Deze verbinding wordt geproduceerd door vacuümdestillatie van wonderolie of esters van ricinolzuur bij verhoogde temperatuur van ongeveer 400°C, zodat er pyrolyse optreedt. Het destillaat, dat undecyleenzuur en heptaldehyde bevat naast andere pyrolyseproducten, wordt daarna gefractioneerd.

## Toepassingen
Undecyleenzuur heeft een activiteit als fungicide. Het wordt gebruikt in antimycotica voor de behandeling van schimmelaandoeningen zoals candidiasis en oppervlakkige schimmelinfecties, en in cosmetische huidverzorgingsproducten en antiroos-shampoos. Hierbij gebruikt men vaak het zinkzout van undecyleenzuur. Het is echter grotendeels verdrongen door nieuwere en effectievere middelen.